# Segelcke
Segelcke är ett efternamn, som burits av bland andra:
- Lasse Segelcke
- Lorentz Segelcke
- Severin Segelcke
- Thomas Riise Segelcke
- Tore Segelcke